# Andrei Bărbulescu
Andrei Bărbulescu (Slatina, 16 d'octubre de 1909 - 30 de juliol de 1987) fou un futbolista romanès de la dècada de 1930.
Disputà 3 partits amb la selecció de futbol de Romania, amb la qual participà en el Mundial de 1938. Pel que fa a clubs, defensà els colors del Juventus Bucarest, Venus Bucarest i Sportul Studențesc.